# Vauchelles-lès-Authie
Vauchelles-lès-Authie là một xã ở tỉnh Somme, vùng Hauts-de-France, Pháp.

## Địa lý
Thị trấn này có cự ly khoảng 15 dặm Anh về phía đồng bắc của Amiens, trên đường D124.

## Dân số
| 1962                                                  | 1968 | 1975 | 1982 | 1990 | 1999 |
| ----------------------------------------------------- | ---- | ---- | ---- | ---- | ---- |
| 152                                                   | 175  | 144  | 130  | 136  | 113  |
| Số liệu dân số từ năm 1962, dân số không tính hai lần |      |      |      |      |      |